# Ćamila Mičijević
Ćamila Mičijević (* 8. September 1994 in Heidenheim an der Brenz, Deutschland) ist eine bosnisch-kroatische Handballspielerin, die dem Kader der kroatischen Nationalmannschaft angehört.

## Karriere

### Im Verein
Ćamila Mičijević wurde während des Jugoslawienkriegs als Kind einer Flüchtlingsfamilie in Deutschland geboren. Nach Kriegsende zog ihre Familie zurück nach Mostar. Dort erlernte sie das Handballspielen bei ŽRK Lokomotiva Mostar. Im Jahr 2009 wechselte die Rückraumspielerin zu HRK Katarina Mostar. Zwei Jahre später schloss sie sich dem kroatischen Verein ŽRK Zamet an. Mit Zamet zog sie in den Jahren 2014 und 2016 ins kroatische Pokalfinale ein, scheiterte dort aber an dem jeweiligen Gegner.
Mičijević wechselte im Sommer 2016 zum ungarischen Erstligisten Dunaújvárosi Kohász KA. In der Saisonvorbereitung zur Saison 2018/19 verletzte sie sich am vorderen Kreuzband. Als Mičijević im März 2019 wieder genesen war, zog sie sich im ersten Pflichtspiel nach der Verletzungspause wiederum eine Kreuzbandverletzung zu. Ab der Saison 2020/21 lief sie für den französischen Erstligisten Metz Handball auf. Mit Metz gewann sie 2022 und 2023 die französische Meisterschaft sowie 2022 und 2023 den französischen Pokal. Im Sommer 2023 schloss sie sich dem Ligakonkurrenten Paris 92 an. Im Sommer 2024 wechselte sie zum rumänischen Erstligisten SCM Craiova.

### In der Nationalmannschaft
Mičijević bestritt am 9. Oktober 2014 gegen Polen ihr erstes Länderspiel für die kroatische Nationalmannschaft. Mit der kroatischen Auswahl nahm sie bislang an der Europameisterschaft 2014, der Europameisterschaft 2016 und der Europameisterschaft 2020 teil. Bei der Europameisterschaft 2020 gewann sie die Bronzemedaille. Mit insgesamt 35 Treffern belegte sie den dritten Platz in der Torschützenliste. Bei der Weltmeisterschaft 2023, bei der Kroatien den 14. Platz belegte, warf sie 14 Tore.